# جوزيف سوليفان
جوزيف سوليفان (بالإنجليزية: Joseph Sullivan)‏ (و. 1987 – م) هو مجدف، وكاتب سيناريو، من نيوزيلندا، شارك في ألعاب أولمبية صيفية 2012.

## جوائز
حصل على جوائز منها:
- نيشان الاستحقاق لنيوزيلندا.

## روابط خارجية
- جوزيف سوليفان على موقع الاتحاد الدولي للتجديف (الإنجليزية)
- جوزيف سوليفان على موقع اللجنة الأولمبية الدولية (الإنجليزية)
- جوزيف سوليفان على موقع أوليمبيديا (الإنجليزية)
- جوزيف سوليفان على موقع اللجنة الأولمبية النيوزيلندية (الإنجليزية)